# チルクムフレグレア線
チルクムフレグレア線 (Ferrovia Circumflegrea) は、ナポリとフレグレイ平野にあるいくつかの街、リーコラやクアルトとを結ぶ鉄道路線である。路線はクマーナ線と同じくモンテサントとトッレガヴェータを始発とする。ナポリ地下鉄のLinea 5を名付けられる。

## 歴史
1950年代、クマーナ線の運営会社 EAV は、フレグレオの地域を通りナポリとトッレガヴェータを繋ぐ事が可能となるチルクムフレグレア線の建設を担当した。
1962年には、チルクムフレグレア線の経営を開始。
チルクムフレグレア線は全長27kmで15の駅がある。
モンテサントを出発しトッレガヴェータに着くが30kmのクマーナ線に比べると長く、ナポリの西の各地区、ソッカーヴォ、ピアヌーラや、クアルト・フレグレオ、リーコラ、クーマと言った場所を通る。
トッレガヴェータにおいてチルクムフレグレア線はクマーナ線に合流し、環状に閉じていて、このようにフレグレオの各地区の隅々まで早く安く到達することが出来る。二つの路線は40%はナポリ・コムーネの領域と、60%は隣接コムーネの領域に展開している。
1975年にはクマーナ線、チルクムフレグレア線にも複線化計画が必要不可欠とされた。
1987年には鉄道車両の計画や修正などの運行保守作業が実行できるクアルトの新しい工場が竣工した。
全体計画のうち既に複線化が行われたものは正確には、モンテサント＝ピアヌーラ (7.46km) とピザーニ＝クアルト (2.62km) となっている。
鉄道網の複線化の完成の為には、ピアヌーラ＝ピザーニ (2.836km) 、クアルト＝リーコラ (6.677km)、リーコラ＝トッレガヴェータ (7.452km) の各区間の関連工事の、必要な資産として事前に割当られた入札が残っている。
1999年には、120,000平方メートルの用地に建設され、車両の整備用の6線を持つ5,000平方メートルの倉庫が前にある近代的な工場により役割を果すことが可能な新たなクアルト電車基地が受け渡された。
さらにチルクムフレグレア線はリーコラからモンドラゴーネまで、チルクムフレグレア線とF.S.を繋ぎナポリ市北部のグラッツァニーゼ新空港までの延長が計画された。

## 沿線、駅と停車場
|  |  | モンテサント             |
|  |  | クマーナ線               |
|  |  | ピアーヴェ               |
|  |  | ソッカーヴォ             |
|  |  | トライアーノ             |
|  |  | ラ・トレンチャ           |
|  |  | ピアヌーラ               |
|  |  | ピザーニ                 |
|  |  | クアルト・チェントロ     |
|  |  | クアルト                 |
|  |  | クアルト・オッフィチーナ |
|  |  | グロッタ・ディ・ソーレ   |
|  |  | リーコラ                 |
|  |  | マリーナ・ディ・リーコラ |
|  |  | クーマ                   |
|  |  | リード・フザーロ         |
|  |  | クマーナ線               |
|  |  | トッレガヴェータ         |